# Kupa (râu)
Kupa (pronunție în croată: [kûpa]) sau Kolpa (pronunție în slovenă: [ˈkóːlpa] sau [ˈkóːwpa]; din latină Colapis în epoca romană; în maghiară Kulpa) este un afluent de dreapta al râului Sava. Kupa formează o graniță naturală între nord-vestul Croației și sud-estul Sloveniei. Are o lungime de 297 de kilometri, din care partea de graniță are o lungime de 118 kilometri, iar restul este situat în Croația.

## Nume
Despre numele Colapis, folosit în antichitate, se presupune că provine de la rădăcinile proto-indo-europene *quel- „întoarce, șerpuiește” și *ap- „apă”, adică „apă șerpuitoare”. O interpretare alternativă este *(s)kel- / *skul- „strălucitor, strălucitor”, adică „râu limpede”.

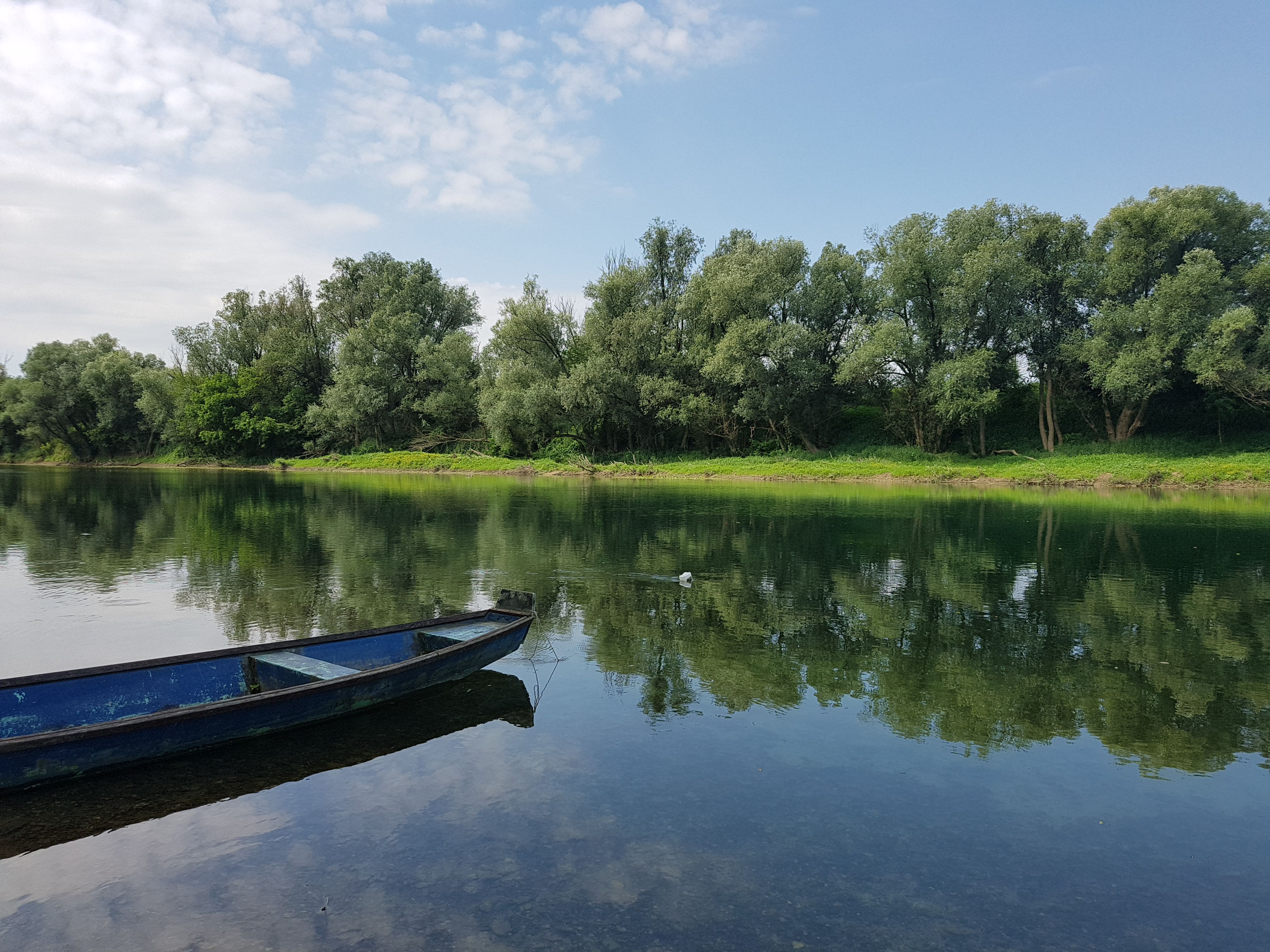
Râul Kupa în Šišinec

## Curs

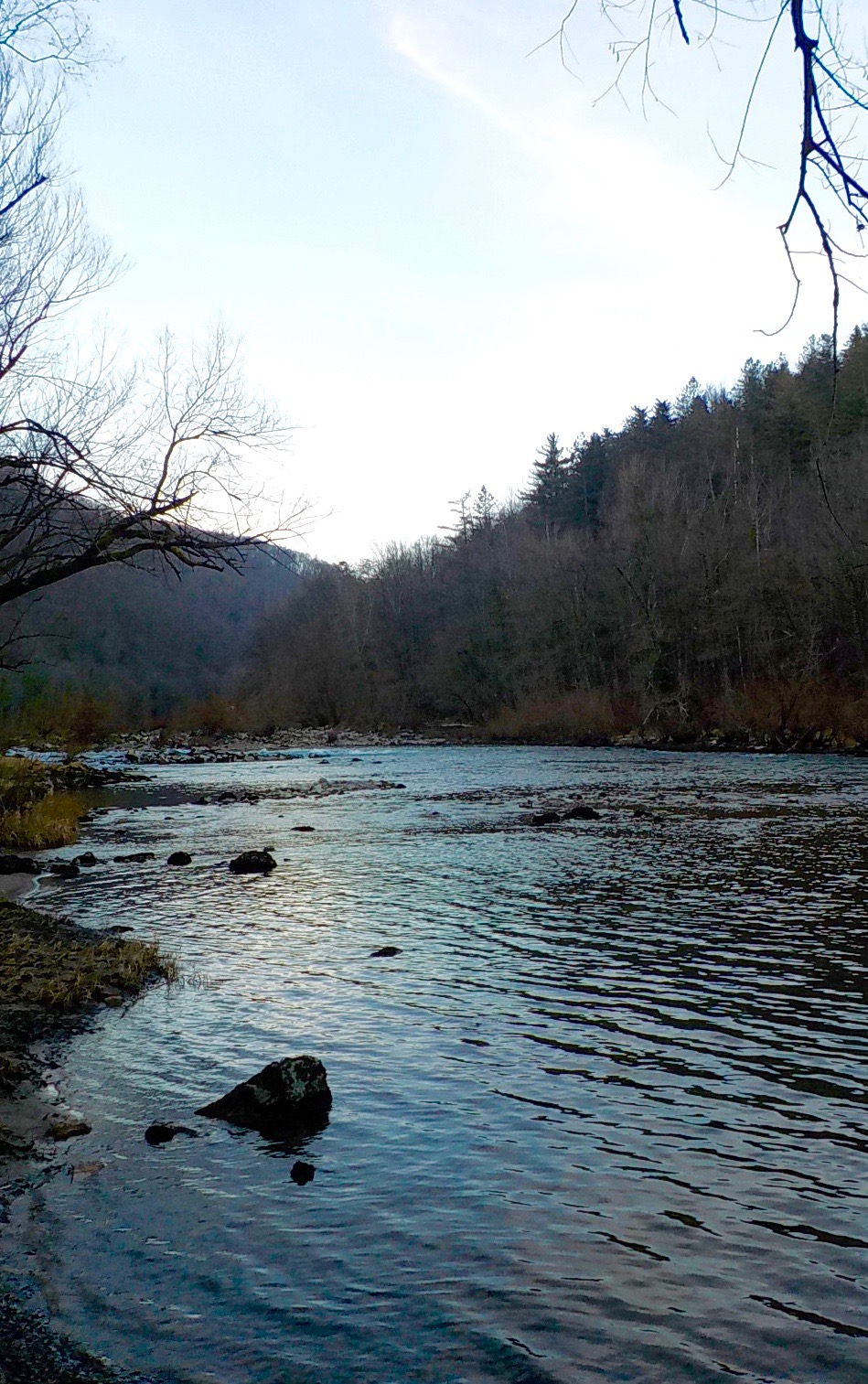
În cursul său superior, Kupa curge prin Alpii Dinarici până la ieșirea din și Ogulinsko zagorje.

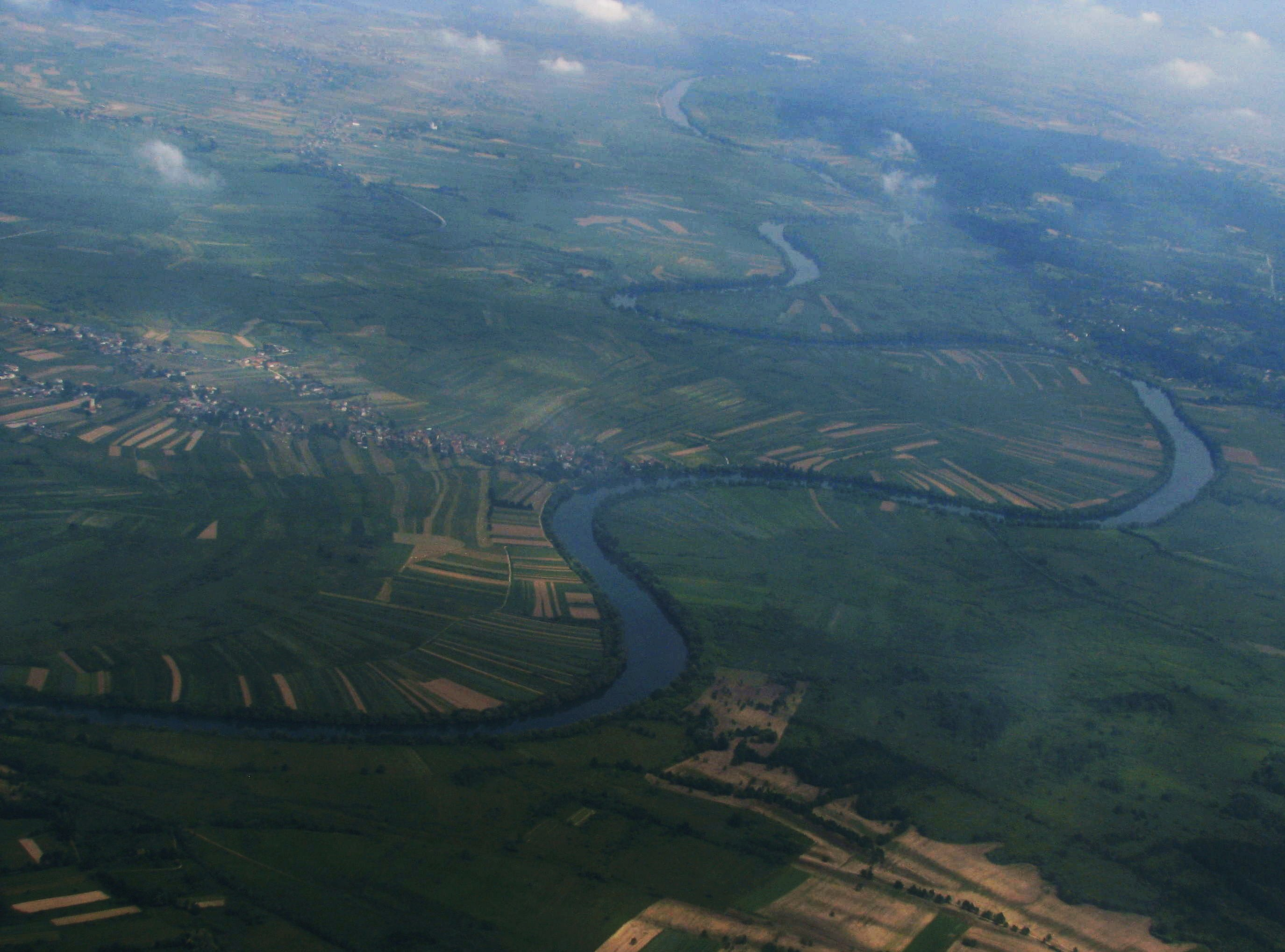
În cursul său inferior, Kupa șerpuiește prin câmpiile Bazinului Panonic.

Kupa își are izvorul în Croația, în regiunea muntoasă Gorski Kotar⁠(d), la nord-est de Rijeka, în zona Parcului Național Risnjak. Curge câțiva kilometri spre est, unde micul râu Čabranka⁠(d) se varsă din stânga sa, înainte de a ajunge la granița cu Slovenia.
Apoi continuă spre est, între regiunea Carniola Albӑ (în slovenă Bela krajina, în germană Weißkrain sau Weiße Mark) în nord și Croația centrală sau Croația propriu-zisă (în croată Hrvatska) în sud. În Kupa, la Primostek, se varsă râul Lahinja⁠(d) din stânga sa, apoi trece de Vrbovsko și în cele din urmă se desparte de zona de frontieră cu Slovenia, trecând de Metlika.
Apoi Kupa ajunge în orașul Karlovac, unde primește aflux de la alte două râuri din dreapta, Dobra⁠(d) și Korana⁠(d) (în care, la rândul său, curge râul Mrežnica⁠(d)). Kupa continuă să curgă spre est, unde se contopește cu Glina din dreapta undeva la vest de localitatea Slana⁠(d), ce aparține comunei Petrinja. Apoi Kupa trece prin două orașe mici numite Šišinec și Brkiševina, apoi curge spre orașul Sisak unde se contopește cu Odra din stânga și, după ce trece prin centrul orașului Sisak, se varsă în râul Sava.

## Poluare
Destul de nepoluat în aval de Karlovac, Kupa de sus este un loc popular pentru scăldat în timpul verii. Secțiunea de la Stari Trg până la Fučkovci face parte din 2006 din rezervația naturală slovenă Krajinski Park Kolpa.
Parametrii hidrologici ai râului Kupa sunt monitorizați în mod regulat la Radenci, Kamanje, Karlovac, Jamnička Kiselica și Farkašić.